# Липно (Струго-Красненский район)
Липно — деревня в Струго-Красненском районе Псковской области России. Входит в состав сельского поселения «Новосельская волость».

## География
Находится на северо-востоке региона, в центральной части района около озера Кебское. 
Уличная сеть не развита.

## История
Согласно Закону Псковской области от 28 февраля 2005 года деревня Липно вошла в состав образованного муниципального образования Новосельская волость.

## Население
| 2001 | 2002 | 2010 | 2011 |
| ---- | ---- | ---- | ---- |
| 48   | →48  | ↘26  | ↗36  |

## Инфраструктура
Почтовое отделение, обслуживающее д. Липно, — 181150; расположено в волостном центре д. Новоселье.

## Транспорт
Автодорога из волостного центра Новоселье.